# Phœnix de Sherbrooke
Phœnix de Sherbrooke är ett kanadensiskt proffsjuniorishockeylag som spelar i Ligue de hockey junior majeur du Québec (LHJMQ) sedan 2012. Laget spelar sina hemmamatcher i Palais des Sports Léopold-Drolet, som har en publikkapacitet på 3 646 åskådare vid ishockeyarrangemang, i Sherbrooke i Québec. De delägs av bland annat de före detta ishockeyspelarna Stéphane Robidas och Jocelyn Thibault. Phœnix har inte vunnit någon av Trophée Jean Rougeau, som delas ut till det lag som vinner grundserien, Coupe du Président, som delas ut till vinnaren av slutspelet, eller Memorial Cup, CHL:s slutspel mellan säsongens mästare i LHJMQ, OHL och WHL samt ett värdlag.
De har fostrat spelare som Maxime Lagacé.